# ホーンズ 容疑者と告白の角
『ホーンズ 容疑者と告白の角』（HORNS）は2013年にアメリカ、カナダで製作されたダークファンタジーホラー映画。監督はアレクサンドル・アジャ。原作はスティーヴン・キングの息子である作家ジョー・ヒルの小説『HORNS』。

## あらすじ
恋人のメリン（ジュノー・テンプル）が殺害され、容疑者にされてしまったイグ（ダニエル・ラドクリフ）はマスコミに追われ、町の人々、恋人の父親、実の両親からも人殺しとして扱われる。
苦しい日々を過ごしていたある日、イグの頭から角が生えだした。次第に大きくなっていく角の除去を試みるが、その角には相手に真実を語らせ、欲望をあらわにする力があることに気づく。
イグは角の力を用いて真犯人を突き止めるべく行動を開始する。
メリンがイグと離れようとした理由は、彼女が母親と同じ病を持ち、長生きができないためだ、と、森の木の上の家の秘密の場所に書き置きがしてあった。
幼少時、メリンの十字架を直したリーは、イグおよびメリンとぎごちない関係を続け、それがメリン殺人の要因となる。リーは殺人の罪をイグの兄テリーに押しつける。真相は、イグが関係者各人の嘘と欲望を確認することによってあらわになる。リーは湖畔の材木置場でイグと戦い、イグの車に火をつけて水中に落とす。
角の力でほぼ不死身になったイグは、リーおよび関係者を森に誘い、リーはイグが操る蛇によって殺される。復讐を果たしたイグは、メリンの十字架を手にして死ぬ。

## 登場人物
イグ・ペリッシュ
演 - ダニエル・ラドクリフ、日本語吹替 - 小野賢章
恋人の殺害容疑を掛けられた26歳の男性。突然生えてきた角の力を用いて真犯人を探す。
幼少期のイグ演 - ミッチェル・カメン
リー・トゥルーノー
演 - マックス・ミンゲラ、日本語吹替 - 益山武明
イグの友人で、イグの弁護を担当。
幼少期のリー演 - ディラン・シュミット
テリー・ペリッシュ
演 - ジョー・アンダーソン
イグの兄。ミュージシャン。
幼少期のテリー演 - ジャリッド・エイジャー・フォスター
メリン・ウィリアムズ
演 - ジュノー・テンプル、日本語吹替 - 三木美
イグの恋人。何者かに殺害される。
幼少期のメリン演 - サブリナ・カーペンター
グレンナ
演 - ケリ・ガーナー、日本語吹替 - 平井祥恵
イグやテリーの友人。
幼少期のグレンナ演 - レイン・マクニール
デリック・ペリッシュ
演 - ジェームズ・レマー、日本語吹替 - 石原辰己
イグとテリーの父親。
リディア・ペリッシュ
演 - キャスリー・クインラン
イグとテリーの母親。
ベロニカ
演 - ヘザー・グラハム
ウェイトレス。
デイル・ウィリアムズ
演 - デヴィッド・モース
メリンの父親。
Dr. Renald
演 - アレックス・ザハラ
医者。
デリラ
演 - ケンドラ・アンダーソン
看護師。
エリック・ハニティ
演 - マイケル・アダムスウェイト
警察官。イグ、テリーの友人。
幼少期のエリック演 - エリク・マクナミー
ラジオリポーター
演 - デジレ・ズロースキー
殺人の容疑者であるイグを追いかけるリポーター。